# الصناعة النفطية في الكويت

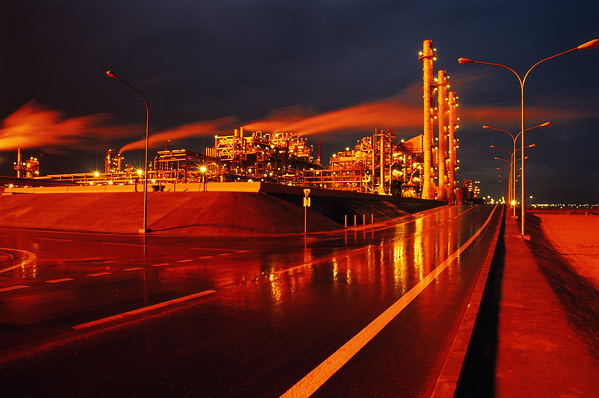
مصفاة نفط ميناء الأحمدي أكبر مصافي الكويت

الصناعة النفطية هي أكبر الصناعات في الكويت حيث تغطي ما يقارب نصف الناتج المحلي الإجمالي ، ويُشكّل النفط أهم صادرات الكويت فتشكّل الكويت سابع أكبر مصدر نفط في العالم وهي عضو مؤسس في أوبك ، تقدر احتياطيات النفط في الكويت بـ 104 مليار برميل ما يعادل 10% من احتياطي نفط بالعالم.
أكبر الحقول النفطية في الكويت هو حقل برقان وهو ثاني أكبر حقل نفطي بالعالم.

## تاريخ الصناعة النفطية في الكويت

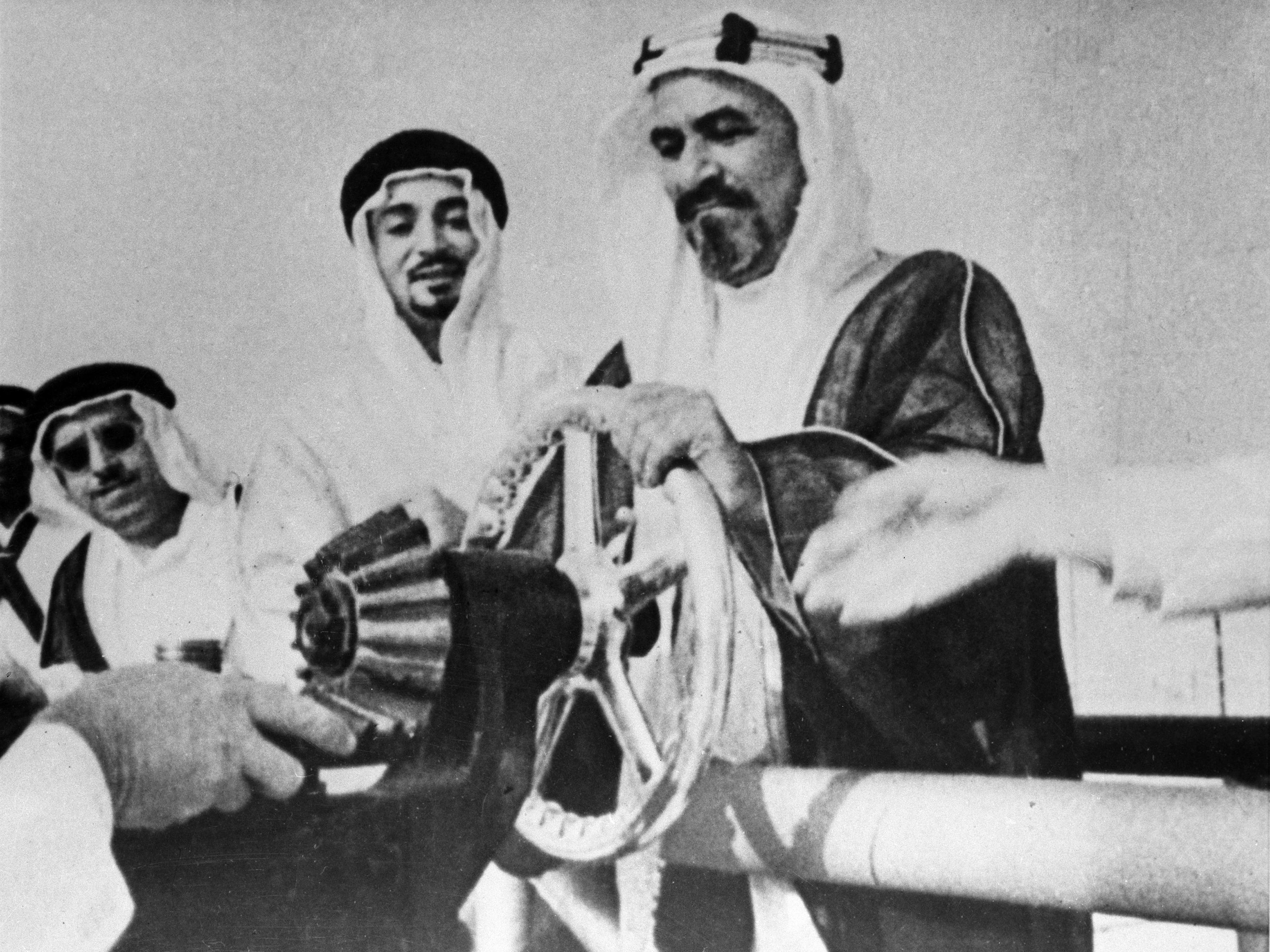
الأمير الشيخ أحمد الجابر الصباح حاكم الكويت العاشر، يدير الدولاب الفضي للإيذان بتصدير أول شحنة نفط خام تجارية كويتية، في 30 حزيران (يونيو) 1946 بميناء الأحمدي.

تم توقيع عقد الامتياز الذي منح شركة نفط الكويت المحدودة حق التنقيب في الأراضي الكويتية في 22 ديسمبر 1934 وبدأ في حفر أول بئر في الكويت عام 1936 في منطقة بحرة شمال الكويت واكتشف النفط في عام 1938 إلا أن قيام الحرب العالمية الثانية قد عطل أعمال التنقيب، بعد انتهاء الحرب صدرت أول شحنة نفطية منه في يونيو 1946 باحتفال رسمي حضره أمير الكويت الشيخ أحمد الجابر الصباح.

## شركات البترول
1. شركة نفط الكويت: وهي التي تهتم بتصدير النفط الخام إلى الخارج، والوحيدة المخول لها بأن تقوم بعمليات تنقيب وإنتاج النفط داخل الكويت.[5][6][7]
2. شركة البترول الوطنية الكويتية: تهتم بتشغيل مصافي النفط في الكويت،[8][9] وتدير عدد من محطات الوقود فيها.
3. شركة صناعة الكيماويات البترولية.
4. شركة بترول الكويت العالمية أو Q8: هي شركة تابعة لشركة شركة نفط الكويت.[10] كما تعتبر من أكبر شركات الوقود في أوروبا، وتمد محطات توزيعها الأربعة آلاف في كل من إيطاليا والسويد وهولندا ولوكسمبورغ وبلجيكا والدنمارك بالوقود وملحقاته.